# Chris Masoe
Matemini Christopher Masoe (Savai'i, 15 maggio 1979) è un ex rugbista a 15 e allenatore di rugby a 15 samoano naturalizzato neozelandese che nella sua carriera ha giocato nel ruolo di terza linea centro; a livello internazionale può vantare 20 presenze con la Nuova Zelanda.

## Biografia
Nato a Samoa e cresciuto in Nuova Zelanda, Masoe fu aggregato alla squadra dei Chiefs per il Super 12 2000, ma non scese mai in campo. L'anno successivo si trasferì nelle file degli Hurricanes dove militò per sei stagioni di Super Rugby, giungendo anche in finale nel 2006 dove, però, perse contro i Crusaders. Negli anni neozelandesi giocò anche cinque stagioni di Mitre 10 Cup, due con Taranaki e tre con Wellington, squadra con la quale disputò tre finali consecutive (2006, 2007, 2008) senza mai vincere il torneo. Nel 2008 si trasferì in Francia al Castres; nei quattro anni al club, oltre a divenirne capitano, fu nominato anche miglior giocatore dell'Top 14 2011-12. Alla fine della stagione 2011-12 Masoe firmò un contratto triennale con il Tolone, squadra con la quale si aggiudicò tre European Rugby Champions Cup consecutive (2012-13, 2013-14, 2014-15) e un campionato francese (2013-14). Per la stagione 2015-16 Masoe si accasò al Racing 92 e quello stesso anno vinse il titolo di campione di Francia; l'anno successivo dopo aver concluso la stagione 2016-17 annunciò il suo ritiro dal rugby giocato.
Masoe esordì negli All Blacks nel novembre 2005 a Cardiff contro il Galles, durante il tour europeo dei neozelandesi, del quale giocò anche l'incontro con l'Inghilterra. Nel 2006 disputò, oltre ad un test match estivo contro l'Argentina, cinque partite del Tri Nations, vinto dalla sua nazionale, e tre incontri del tour europeo autunnale. Nel 2007, dopo aver affrontato la Francia in tutte le partite del tour oceanico dei transalpini e il Canada e dopo aver partecipato a due incontri del Tri Nations, prese parte alla Coppa del Mondo, dove giocò tutte le sfide; il quarto di finale perso contro la Francia fu il suo ultimo incontro in nazionale.
Nel 2010 fu invitato nei Barbarian francesi, che festeggiavano il loro trentennale, a disputare un incontro con un XV di Tonga a Grenoble

## Palmarès
- Campionati francesi: 2
Tolone: 2013-14
Racing Métro 92: 2015-16
- Champions Cup: 1
Tolone: 2014-15
- Heineken Cup: 2
Tolone: 2012-13, 2013-14